# Фалконара Маритима
Фалкона̀ра Марѝтима (на италиански: Falconara Marittima, на местен диалект Falcunara, Фалкунара) е пристанищен град и община в Централна Италия, провинция Анкона, регион Марке. Разположен е на брена на Адриатическо море. Населението на общината е 26 389 души (към 2013 г.).